# Grand Prix automobile du Brésil 1985
Résultats du Grand Prix du Brésil de Formule 1 1985 qui a eu lieu sur le circuit de Jacarepagua à Rio de Janeiro le 7 avril 1985.

## Classement
| Pos. | No | Pilote             | Écurie            | Tours | Temps/Abandon                      | Grille | Points |
| ---- | -- | ------------------ | ----------------- | ----- | ---------------------------------- | ------ | ------ |
| 1    | 2  | Alain Prost        | McLaren-TAG       | 61    | 1 h 41 min 26 s 115 (181,529 km/h) | 6      | 9      |
| 2    | 27 | Michele Alboreto   | Ferrari           | 61    | + 3 s 259                          | 1      | 6      |
| 3    | 11 | Elio De Angelis    | Lotus-Renault     | 60    | + 1 tour                           | 3      | 4      |
| 4    | 28 | René Arnoux        | Ferrari           | 59    | + 2 tours                          | 7      | 3      |
| 5    | 15 | Patrick Tambay     | Renault           | 59    | + 2 tours                          | 11     | 2      |
| 6    | 26 | Jacques Laffite    | Ligier-Renault    | 59    | + 2 tours                          | 15     | 1      |
| 7    | 4  | Stefan Johansson   | Tyrrell-Ford      | 58    | + 3 tours                          | 23     |        |
| 8    | 3  | Martin Brundle     | Tyrrell-Ford      | 58    | + 3 tours                          | 21     |        |
| 9    | 10 | Philippe Alliot    | RAM-Hart          | 58    | + 3 tours                          | 20     |        |
| 10   | 16 | Derek Warwick      | Renault           | 57    | + 4 tours                          | 10     |        |
| 11   | 18 | Thierry Boutsen    | Arrows-BMW        | 57    | + 4 tours                          | 12     |        |
| 12   | 24 | Piercarlo Ghinzani | Osella-Alfa Romeo | 57    | + 4 tours                          | 22     |        |
| 13   | 9  | Manfred Winkelhock | RAM-Hart          | 57    | + 4 tours                          | 16     |        |
| Abd. | 17 | Gerhard Berger     | Arrows-BMW        | 51    | Suspensions                        | 19     |        |
| Abd. | 12 | Ayrton Senna       | Lotus-Renault     | 48    | Panne électrique                   | 4      |        |
| Abd. | 23 | Eddie Cheever      | Alfa Romeo        | 42    | Moteur                             | 18     |        |
| Abd. | 29 | Pierluigi Martini  | Minardi-Ford      | 41    | Moteur                             | 25     |        |
| Abd. | 1  | Niki Lauda         | McLaren-TAG       | 27    | Panne électrique                   | 9      |        |
| Abd. | 25 | Andrea De Cesaris  | Ligier-Renault    | 26    | Collision                          | 13     |        |
| Abd. | 22 | Riccardo Patrese   | Alfa Romeo        | 20    | Collision                          | 14     |        |
| Abd. | 6  | Keke Rosberg       | Williams-Honda    | 10    | Turbo                              | 2      |        |
| Abd. | 8  | François Hesnault  | Brabham-BMW       | 9     | Collision                          | 17     |        |
| Abd. | 5  | Nigel Mansell      | Williams-Honda    | 8     | Échappement                        | 5      |        |
| Abd. | 21 | Mauro Baldi        | Spirit-Hart       | 7     | Turbo                              | 24     |        |
| Abd. | 7  | Nelson Piquet      | Brabham-BMW       | 2     | Suspension                         | 8      |        |

## Pole position et record du tour
- Pole position : Michele Alboreto en 1 min 27 s 768 (vitesse moyenne : 206,358 km/h).
- Meilleur tour en course : Alain Prost en 1 min 36 s 702 au 34e tour (vitesse moyenne : 187,293 km/h).

## Tours en tête
- Keke Rosberg : 9 (1-9)
- Michele Alboreto : 8 (10-17)
- Alain Prost : 44 (18-61)

## À noter
- 17e victoire pour Alain Prost.
- 43e victoire pour McLaren en tant que constructeur.
- 13e victoire pour le moteur TAG turbo.
- 1er Grand Prix pour la Scuderia Minardi.